# Battaglia di Kosmidion
La battaglia di Kosmidion (in turco Eyüp Muharebesi) avvenne il 15 giugno 1410, durante la guerra civile nota come interregno ottomano, e fu combattuta tra le forze dei fratelli rivali, Musa Çelebi e Solimano Çelebi, a Kosmidion (l'odierna Eyüp) appena al di fuori delle mura di Costantinopoli.

## Battaglia
L'imperatore bizantino Manuele II Paleologo era alleato di Solimano, il cui esercito era accampato all'interno di Costantinopoli. Manuele preparò anche le navi per aiutare a evacuare l'esercito di Solimano in caso di sconfitta, ma Musa riuscì a dar fuoco ad esse prima dell'inizio della battaglia.
La battaglia fu una vittoria per Solimano Çelebi, principalmente a causa della defezione di molti dei suoi vassalli, che avevano precedentemente servito Solimano e che disertarono. Tra i disertori c'era Vuk Lazarević, il fratello dello zio. Lo storico Laonico Calcondila afferma che anche il fratello di Vuk, Stefan, disertò a causa della pressione dell'alleato di Solimano, l'imperatore bizantino Manuele II Paleologo, ma il cronista Costantino di Kostenets riferisce che combatté al fianco di Musa nella battaglia, solo per cercare rifugio presso Paleologo dopo la fine della battaglia persa. La battaglia inizialmente andò bene per Musa, con l'esercito di Solimano che subì pesanti perdite, finché Solimano con poche centinaia di uomini attaccò l'accampamento di Musa. Entrambe le parti subirono pesanti perdite nei combattimenti.

## Conseguenze
Dopo la battaglia, Musa si ritirò nell'area intorno a Jambol e Ormenio in Bulgaria, mentre Solimano riconquistò la capitale ottomana di Edirne. Uno dei suoi luogotenenti, Aliaz, riuscì a catturare Vuk Lazarević a Plovdiv. Musa fece giustiziare Vuk per il suo tradimento.